# Disney Cinemagic (Regno Unito e Irlanda)
Disney Cinemagic è stata una rete televisiva britannica, dedicata alle famiglie, lanciata nel Regno Unito e in Irlanda il 16 marzo 2006, e chiusa il 28 marzo 2013.

## Storia
Il canale nacque come rimpiazzo della versione britannica di Toon Disney. Il servizio timeshift del canale, Disney Cinemagic +1, è stato disponibile sulle piattaforma Sky e UPC Ireland. Nonostante il nome possa trarre in inganno, Disney Cinemagic non ha nessun collegato con il CineMagic children's film festival di Belfast.
Disney Cinemagic trasmetteva prime TV dei film Disney ogni domenica e tre o quattro film degli archivi Disney al giorno. Venivano inoltre trasmessi gli archivi dei classici cartoni Disney e di quelli più recenti come House of Mouse - Il Topoclub, Lilo & Stitch: La serie e La leggenda di Tarzan, contenuti che sono andati perduti a seguito della chiusura del canale.
Nonostante la sua chiusura, i film Disney continueranno comunque ad essere trasmessi sul nuovo canale Sky Cinema Disney.

### Campagna di lancio, chiusura di Toon Disney e fine del canale
Prima che Disney Cinemagic lanciasse, vennero mostrati, durante settembre del 2005, sui canali Disney Channel, Playhouse Disney e Toon Disney, due teaser. Il primo mostrava una versione leggermente modificata del trailer cinematografico de Gli Incredibili - Una "normale" famiglia di supereroi, con la tagline finale Gli Incredibili! Prossimamente (The Incredibles! Coming Soon!). In seguito, pochi mesi dopo, venne mostrato un altro teaser, in cui in un montaggio venivano mostrati spezzoni di tutti i film che sarebbero stati trasmessi dal canale, come Bambi, Koda, fratello orso, Dumbo, Cenerentola e Il re leone II - Il regno di Simba. Questa fu la prima volta che venne mostrato l'iniziale titolo di lavorazione, Film incredibili (Incredible Movies), che corrispondeva proprio con una delle prime TV del canale, Gli Incredibili. Nessuno avesse idea di cosa potesse essere, poiché l'unico indizio che veniva mostrato era la scritta finale nella pubblicità, che diceva: Prossimamente, sulla Disney (Coming soon, to Disney).
Un promo finale trasmesso all'inizio del 2006 rivelò il nome del canale: Disney Cinemagic. Protagonista della pubblicità era Topolino, nelle vesti dell'apprendista stregone nel film Fantasia, che teneva in mano una bacchetta magica che si trasformava in un telecomando. Topolino preme il tasto del telecomando dal quale escono ologrammi di diversi personaggi Disney. Il telecomando però impazzisce e Topolino cerca, premendo diversi tasti contemporaneamente, di porvi rimedio finché finalmente tutti spariscono. Topolino poi si mette all'angolo dello schermo, sorridendo agli spettatori, mentre il logo di Disney Cinemagic appare al centro.
Nella mattina del 16 marzo 2006, il giorno in cui Toon Disney chiuse, il canale trasmise in loop diversi episodi di Kim Possible, alternandoli alla scritta Disney Cinemagic sta arrivando (Disney Cinemagic is coming soon). Intorno alle 10:00, Toon Disney smise ufficialmente le sue trasmissioni. Toon Disney venne così tolto, così come Disney Channel +1 che fece spazio a Disney Cinemagic +1. Disney Channel +1 ritornò poi tre mesi dopo.
Disney Cinemagic ha continuato a trasmettere fino alla mezzanotte di giovedì 28 marzo 2013, momento preciso in cui il canale ha cessato definitivamente le sue trasmissioni ed è stato rimpiazzato col canale Sky Movies Disney (rinominato Sky Cinema Disney nel 2016), che a sua volta venne chiuso il 31 dicembre 2020.

### Disney Cinemagic HD
Disney Cinemagic HD è stata la versione simulcast in alta definizione di Disney Cinemagic. Il canale usava l'upscaling nei contenuti in definizione standard e trasmetteva in alta definizione dove disponibile. Il canale è stato lanciato il 1º dicembre 2008 su Sky al canale 631. Ratatouille, Trilli, La bella addormentata nel bosco e Gli Incredibili - Una "normale" famiglia di supereroi sono alcuni dei film trasmessi dal canale nei primi mesi di vita. La versione HD ha cessato le sue trasmissioni, anch'essa, il 28 marzo 2013.

## Programmi
- A scuola con l'imperatore
- Aladdin
- Bonkers - Gatto combinaguai
- Buzz Lightyear da Comando Stellare
- Cars Toons
- Cip & Ciop agenti speciali
- Darkwing Duck
- DuckTales
- Gargoyles - Il risveglio degli eroi
- Groove High: la scuola di ballo
- Ecco Pippo!
- House of Mouse - Il Topoclub
- I Gummi
- Dave il barbaro
- Kim Possible
- La carica dei 101 - La serie
- La leggenda di Tarzan
- La Sirenetta: La serie
- Lilo & Stitch: La serie
- Lloyd nello spazio
- Personaggi scarabocchio
- Ricreazione
- Stitch!
- TaleSpin
- Topolino che risate!
- Timon e Pumbaa

## Loghi

Il logo di Disney Cinemagic usato da marzo 2006 a settembre 2007.
Il logo di Disney Cinemagic in uso da settembre 2007 fino alla chiusura.